# La curva dell'angelo
(dal brano "Qualcuno mi ha ucciso")
La curva dell'angelo è il ventitreèsimo album in studio di Renato Zero, pubblicato nel 2001.

## Il disco
Con questo nuovo lavoro, Zero torna a un disco di inediti dopo 3 anni. Dedica, tra gli altri, un brano a suo padre (Anima grande) e uno alla violenza negli stadi (Fuori gioco), a quella domestica (Storie da dimenticare), senza dimenticare un attacco alla cultura moderna che non permette più la poesia (Svegliatevi poeti). Si tratta di un album segnato da arrangiamenti e melodie molto ricercati e raffinati, affidandosi fra gli altri agli interventi di Fio Zanotti e Ennio Morricone, ma al tempo stesso pervaso da una sensazione di pessimismo ed angoscia, probabilmente dovuto alla sua registrazione negli ultimi anni di vita della madre di Renato.
L'aria che si respira è quasi liturgica, sospesa, sofferente, come si percepisce da alcune melodie e testi, quali La medicina (canzone d'amore verso una persona amata in difficoltà, che può essere però letta anche come una dedica, in maniera implicita, alla madre malata e a Daniele, un bambino di Latina affetto da AIDS dalla nascita e al quale Zero era legato, morto il 4 marzo del 1999 a 15 anni), Non cancellate il mio mondo, Pura luce (dedicata alle persone care che non ci sono più) e Qualcuno mi ha ucciso (dal testo aggressivo e sarcastico, accompagnato da una musica più scanzonata). Si tratta, in sintesi, di un album di passaggio verso l'album chiave del Nuovo Millennio, Cattura del 2003. L'album ottiene un buon successo commerciale, raggiungendo il primo posto in classifica e risultando il decimo disco più venduto dell'annata 2001 ed il quarantunesimo più venduto nel 2002, con 400 000 copie vendute.
Il 25 gennaio 2019, l'album è stato pubblicato, in versione rimasterizzata, su tutte le piattaforme digitali ed è stato ristampato in versione CD per la collana Mille e uno Zero, edita con TV Sorrisi e Canzoni.

## Tracce
1. Svegliatevi poeti (Renatozero/Podio-Renatozero) – 6:06
2. Qualcuno mi ha ucciso (Renatozero/Podio-Renatozero) – 5:17
3. Il maestro (RenatoZero/Guidetti-Fabrizio) – 4:10
4. Storie da dimenticare (Renatozero/Podio-Renatozero) – 4:15
5. La medicina (Renatozero/Podio-Renatozero) – 5:53
6. Nuda proprietà (RenatoZero/Senesi-RenatoZero) – 4:59
7. Libera (RenatoZero/Guidetti-Fabrizio) – 4:06
8. Fuori gioco (RenatoZero/Senesi-RenatoZero) – 5:30
9. Innocente (RenatoZero/Fabrizio) – 4:13
10. Anima grande (RenatoZero/Senesi-RenatoZero) – 6:23
11. Un nemico sincero (Renatozero/Podio-Renatozero) – 5:42
12. Non cancellate il mio mondo (RenatoZero-Morra/Fabrizio) – 4:20
13. Pura luce (RenatoZero-Incenzo/Fabrizio (archi scritti e diretti dal maestro Ennio Morricone)) – 4:07

## Formazione
- Renato Zero – voce
- Rocco Zifarelli – chitarra
- Luca Bignardi, Remo Righetti – programmazione
- Maurizio Dei Lazzaretti, Alfredo Golino, Lele Melotti, Paolo Valli – batteria
- Rudy Trevisi – percussioni
- Cesare Chiodo – basso
- Celso Valli, Geoff Westley – pianoforte e tastiera
- Paolo Gianolio – basso e chitarra
- Stefano Senesi – pianoforte
- Fio Zanotti – tastiera
- Andrea Tofanelli – tromba
- Massimo Zanotti – trombone
- Gabriele Bolognesi – sax
- Paola Folli, Antonella Pepe, Lola Feghaly, Moreno Ferrara, Silvio Pozzoli – cori

## Prove Di Volo Tour 2002

### Scaletta
1. Ouverture (orchestra)
2. Svegliatevi poeti
3. Una magia
4. Il maestro
5. Un nemico sincero
6. Artisti
7. Medley: Ostinato amore - Mi ameresti - Chi più chi meno - Nel fondo di un amore
8. Motel
9. Cercami
10. Dimmi chi dorme accanto a me
11. La medicina
12. Storie da dimenticare
13. Libera
14. Madame
15. Innocente
16. Qualcuno mi ha ucciso
17. La pace sia con te
18. Nuda proprietà
19. Medley "Angeli": L'aquilone Piero - Ciao Stefania - La grande assente - Foto di gruppo - Anima grande - Angeli
20. Non cancellate il mio mondo
21. Medley: Triangolo - Mi vendo
22. Il cielo
23. I migliori anni della nostra vita

## Classifiche

### Classifiche settimanali
| Classifica (2001) | Posizione massima |
| ----------------- | ----------------- |
| Italia            | 1                 |

### Classifiche di fine anno
| Classifica (2001) | Posizione |
| ----------------- | --------- |
| Italia            | 10        |
| Classifica (2002) | Posizione |
| Italia            | 41        |